# 251018 Любірена
251018 Любірена (251018 Liubirena) — астероїд головного поясу, відкритий 16 серпня 2006 року в Андрушівці.